# Château du Nedo
Le château du Nedo est un édifice situé à Plaudren en France.

## Localisation
Le château est situé sur le territoire de la commune de Plaudren, dans le département du Morbihan en région Bretagne.

## Description
Le château date du XIXe siècle, édifice avec sous-sol, deux étages carrés et étage de comble, construit en moellons et pierre de taille de granite. Toiture à longs pans recouverte d'ardoises et de zinc, pignon découvert, croupe, noue. Escalier de distribution extérieur : escalier droit ; escalier dans-œuvre : escalier tournant à retours avec jour.

## Historique
Château de style néogothique commencé en 1881 et terminé en 1886. Maître de l'ouvrage et architecte : le baron Charles-Jules Lemarie de la Gatinerie.
Il est inscrit à l'inventaire général du patrimoine culturel.
Il est transformé en une maison d'hôtes pour entreprises en mai 2021 par son nouveau propriétaire, Bertrand Tierny;